# Атлас Миллера
Атлас Миллера (атлас Лопу Омена и Рейнелей, порт. Atlas Lopo Homem-Reineis) — португальский географический атлас 1519 года, состоящий из 12 карт.
Атлас создан португальским космографом Лопу Оменом (порт. Lopo Homem) предположительно при участии отца и сына Рейнелей — Педру (порт. Pedro Reinel) и Жоржи (порт. Jorge Reinel). Судя по данным конца XX века, карты иллюминированы миниатюристом Антониу де Оландой.
На картах атласа представлены север Атлантического океана, Северная Европа, Азорские острова, Мадагаскар, Индонезия, китайские моря, Молуккские острова, Бразилия и Средиземное море. Особенно интересно обстоятельное изображение Бразилии, выполненное менее чем через 20 лет после открытия этой страны Кабралом.
Нанесённый в более поздний период (не ранее 1559 года) на карту геральдический знак Екатерины Медичи свидетельствует о том, что уже в XVI веке атлас попал во Францию. Есть предположение, что он создавался как дар Мануэла I своему родственнику королю Франции Франциску I.
Атлас был приобретён Национальной французской библиотекой в 1897 год у библиотекаря Бениня Эмануэля Клемента Миллера (фр. Bénigne Emmanuel Clément Miller), что и дало ему современное название — «Атлас Миллера». С XIX века атлас хранится в Национальной французской библиотеке.